# N,N-二甲基二茂铁甲胺
N,N-二甲基二茂铁甲胺是衍生自二茂铁的一种金属有机化合物，化学式为(C5H5)Fe(C5H4CH2N(CH3)2。它是一种暗橙色粘稠液体，可溶于常见的有机溶剂，对空气稳定。它可由二茂铁和甲醛与二甲胺反应得到：
(C5H5)2Fe + CH2O  +  HN(CH3)2  →   (C5H5)Fe(C5H4CH2N(CH3)2  +  H2O
它是二茂铁基氧化还原传感器与一系列配体的前体。
该化合物的氨基氮可以被季铵化，以形成多种衍生物。